# Wolrad II
Wolrad II Waldeck (również Vollrad) (ur. 27 marca 1509 w Eilhausen zm. 15 kwietnia 1575 Eilhausen) – hrabia Waldeck-Eisenberg. Syn Filipa III i Adelajdy Hoya.

## Życie
Wolrad II posiadał przydomek „Chromy”. Od 1547 aż do śmierci w 1578 r. przebywał w uzdrowisku wód leczniczych w Eilhausen.

## Potomstwo
Dnia 6 czerwca 1546 roku hrabia Wolrad ożenił się z Anastazją Schwarzburg-Blankenburg (31 marca 1528; 1 kwietnia 1570), córką Henryka XXXII. Schwarzburg-Blankenburg (1498–1538) i Katarzyny von Henneberg (1508–1567). Para miała trzynaścioro dzieci:
- Katarzyna (ur. 20 września 1547, zm. 8 lipca 1613), ksieni klasztoru Schaaken
- Franciszek (ur. 1549 -?)
- Elżbieta (ur. 28 kwietnia 1550 zm. 1550)
- Anna (ur. 1551 zm. 1611), ksieni klasztoru Gandersheim
- Henryk (ur. 3 listopada 1552, zm. 1552)
- Jozjasz (ur. 18 marca 1553/1554, zm. 6 sierpnia 1588) ∞ Maria Barby (1563–1619)
- Adejajda Walpurga(ur. 11 września 1555 zm. 1570)
- Amalia (ur. 1557 zm. 1562)
- Jan (ur. 13 czerwca 1559, zm. ?)
- Jutta (ur. 12 listopada, 1560 w Eisenberg, zm. 23 maja 1621 w Greiz), ∞ 1583 Henryk XVII Reuss (25 czerwca 1561 Glauchau, zm. 8 lutego, 1607 w Greiz)
- Magdalena Łucja (ur. 16 lutego 1561, zm. 10 kwietnia 1621)
- Wolrad III (ur. 16 czerwca 1563, zm. 11 listopada 1587)
- Katarzyna Anastazja (ur. 1565, zm. 18 lutego 1635)

## Literatura
- Victor Schultze: Das Tagebuch des Grafen Wolrad II. zu Waldeck zum Regensburger Religionsgespräch 1546, Archiv für Reformationsgeschichte 7